# Bidrewadi, Hukeri
Bidrewadi là một làng thuộc tehsil Hukeri, huyện Belgaum, bang Karnataka, Ấn Độ.